# Maïssade
Maïssade este o comună din arondismentul Hinche, departamentul Centre, Haiti, cu o suprafață de 288,43 km2 și o populație de 53.602 locuitori (2009).